# Carpi
Carpi – miasto i gmina we Włoszech, w regionie Emilia-Romania, w prowincji Modena.
Według danych na rok 2023 gminę zamieszkiwało 72 029 osób, 550 os./km².

## Sport
- Carpi FC - drużyna piłkarska z Carpi występująca w Serie D.